# Tsachik Gelander
Tsachik Gelander é um matemático, professor do Instituto Weizmann de Ciência.
Obteve um doutorado em 2003 na Universidade Hebraica de Jerusalém, orientado por Shahar Mozes, com a tese Counting Manifolds and Tits Alternative.
Foi palestrante convidado do Congresso Internacional de Matemáticos no Rio de Janeiro (2018: Asymptotic invariants of locally symmetric spaces).